# Ein vollkommener Tag
Ein vollkommener Tag ist ein US-amerikanischer Familienfilm aus dem Jahr 2006. Der Weihnachtsfilm ist die Literaturverfilmung des gleichnamigen Romanes Ein vollkommener Tag von Richard Paul Evans.

## Handlung
Rob Harlan muss den Schock verdauen, dass er gerade statt der erhofften Beförderung seine Kündigung von seinem Freund und Vorgesetzten Stuart Parks entgegennahm. Da seine Familie sich bereits mit einer kleinen Feier auf seine Beförderung vorbereitet hat, belügt er sie und meint, dass er gekündigt hat, um einerseits mehr Zeit mit der Familie zu verbringen und andererseits endlich sein Buch beenden zu können. Seiner Frau Allyson erzählt er die Wahrheit. Sie unterstützt ihn, gibt ihm Zeit, sodass sie wieder arbeiten geht und er fortan als Hausmann und angehender Schriftsteller zu Hause bleibt.
Nach mehreren Monaten ist das Werk beendet, sodass er es Allyson zum Lesen gibt. Sie ist dabei so sehr gerührt, dass sie in Tränen ausbricht und unbedingt einen Literaturagenten suchen will. Derweil bewirbt sich Rob wieder bei unterschiedlichen Jobs und muss eine Absage nach der anderen hinnehmen, sodass es ihn noch mehr frustriert, dass auch immer mehr Literaturagenten absagen. Die Rechnungen stapeln sich, weswegen sich Rob gezwungen fühlt, einen Job in der Firma seines Bruders anzunehmen. Aber eines Tages meldet sich die Literaturagentin Camille, die das Buch unbedingt haben will. Sie ist begeistert davon und erfährt, dass die Inspiration des Buches der tragischen Beziehung um den Krebstod von Allysons Vater entsprang.
Kurz darauf beginnt für Rob die Lesetour durchs Land. Er ist überrascht, wie gut die Resonanz für sein Buch ist. Er wird immer mehr zum Star und sein Buch ist bald auf dem ersten Platz der Bestsellerliste zu finden. Das führt aber auch dazu, dass er immer mehr Termine wahrnehmen muss und immer weniger Zeit für seine Frau hat. Daher kommt es auch zu kleinen Unstimmigkeiten zwischen ihm und Allyson. Aber deutlich wird es ihr erst, nachdem ihn Stuart bittet, doch die Beförderung anzunehmen, da er sonst selbst entlassen wird. Rob denkt nicht dran und verabschiedet sich von ihm mit demselben Spruch, den Stuart nutzte, als er ihn kündigte. Und Allyson muss bald noch mehr erdulden. Nicht nur, dass Rob ihre Lebensgeschichte als Inspiration bei Larry King gar nicht erwähnte, er lässt sich von seiner neuen Agentin Heather immer mehr Termine aufhalsen, sodass er so gut wie gar nicht mehr nach Hause kommt. Allyson hält ihn für abgehoben, erkennt ihn nicht wieder und streitet sich mit ihm. Camille selbst wird auch aus dem Geschäft gedrängt, denn einer der wichtigsten Literaturagenten, Darren, will ihn unter Vertrag nehmen und sein Buch nicht als Fernsehfilm, sondern als Kinofilm verkaufen lassen.
Als Allysons Tante Denise stirbt, möchte Rob ihr bei der Beerdigung beistehen. Aber er kann nicht, da er es nicht rechtzeitig schaffen würde, wenn er die landesweite Übertragung machen möchte. Er muss sich zwischen Familie und Karriere entscheiden und entscheidet sich für die Karriere. Plötzlich erscheint auch Michael, den Rob für einen Psychopathen hält, und meint, dass er seine Zeit besser nutzen sollte. Daher versucht Rob sich bei seiner enttäuschten und verstimmten Frau mit dem Kauf eines neuen Hauses zu entschuldigen. Stattdessen gerät er aber in einen Streit mit ihr, und sie sagt, dass dies nicht das Leben sei, das sie sich vorgestellt hätte und dass sie immer andere Träume als den von Reichtum verfolgen wollte. Daher stellt sie ihn vor die Entscheidung, was ihm wichtiger sei, seine Familie oder seine Karriere. Obwohl Rob scheinbar immer noch Teil der Familie sein will, reist er ab, um weitere Termine mit Heather wahrzunehmen. In der Ferne muss er allerdings nicht nur erfahren, dass seine Tochter eine Schulaufführung weinend verließ, weil sie ihren Vater vermisste, sondern auch, dass Heather sich ihm näherte.
Er will unbedingt zu seiner Familie zurück und erfährt plötzlich von Michael, dass er nicht mehr lange zu leben hat. Er wird Weihnachten sterben. Bis dahin soll er sich Gedanken machen, wie er seine verbleibende Zeit auf Erden verbringen will. Er kann es sich nicht erklären, aber immer mehr Hinweise deuten darauf hin, dass Michael recht hat, weswegen er nach Hause fährt und herausfinden will, was ihm wirklich wichtig ist und wie er seinen prognostizierten Tod zu Weihnachten verhindern kann.
Also überwindet er seinen Stolz, spricht mit seinem Vater, wobei er sich dafür bedankt, dass dieser in einer schweren Zeit immer bei seinen Kindern war. Er sucht auch seinen früheren Arbeitsplatz auf, wo er die Beförderung annimmt und somit Stuarts Job absichert. Außerdem kommt er Weihnachten nach Hause und verbringt, gegen den Willen Allysons, aber mit der Liebe seiner Tochter, ein schönes Fest. Als letztes Geschenk vermacht er Allyson eine teure Halskette und entschuldigt sich dafür, dass er die Karriere über seine Familie stellte. Er verabschiedet sich, um alleine zu sterben. Doch Camille sucht ihn auf und bittet Rob zur Kirche. Dort sieht er, wie Michael auf der Kanzel steht und predigt und davon erzählt, wie er Menschen im ganzen Land getroffen und ihnen erzählt habe, dass sie sterben werden – nur um herauszufinden, wie sie reagieren. Rob ist wütend, dass er dieser Lüge aufgesessen ist, erkennt aber, dass er nur durch diesen Trick verstehen konnte, was in seinem Leben das Wichtigste ist. Camille entschuldigt sich bei Rob dafür, dass ihr Plan etwas überhandgenommen habe und Rob mit seiner Todesangst kämpfen musste. Aber Rob entschuldigt sich auch – dafür, dass er seinem Ehrgeiz erlegen war und seine Familie vernachlässigte. Aber jetzt ist er für seine Familie da, die er nun in seine Arme schließen kann.

## Kritik
In der Variety wunderte sich die Filmkritikerin Laura Fries, dass der Film zwar Glaubensthemen nutze, aber im Grunde genommen die Veränderung nur durch Angst erzeugt würde, weswegen sie meinte, dass „Angst die neue Schuld sei.“ Von daher sei die Aufforderung des Films, sich Prioritäten im Leben zu setzen und seine Zeit besser zu nutzen, als „guter Rat anzusehen, vor allen Dingen hier.“
„Weihnachtsfilme haben Verachtung für Erfolg. Nur solide Mittelklasse ist okay,“ meinte Gillian Flynn von Entertainment Weekly. Er wunderte sich, warum es im Film schlecht sei, sich bessere Dinge zu wünschen. Lloyds „mystische Figur ist nicht hilfreich“ und Lowe spiele „stoisch und aufrichtig.“ Außerdem stelle der Film „die Hauptfigur nicht unsympathisch genug dar, als dass diese eine Lektion verdient hätte.“ Sie sei durch den Verlust der Familie und der Notwendigkeit harter Entscheidungen „unglücklicher, aber nicht hasserfüllt.“
Das Lexikon des internationalen Films meinte, dass der Film eine „Weihnachtsgeschichte, die kein Klischee auslässt, um sentimentale Festtagsunterhaltung zu bieten,“ sei.

## Veröffentlichung
In den USA wurde der Film landesweit zum ersten Mal am 18. Dezember 2006 ausgestrahlt, bevor eine deutschsprachige DVD-Veröffentlichung am 6. Dezember 2007 anstand.